# Trachysphyrus rhysaulax
Trachysphyrus rhysaulax är en stekelart som beskrevs av Porter 1967. Trachysphyrus rhysaulax ingår i släktet Trachysphyrus och familjen brokparasitsteklar. Inga underarter finns listade i Catalogue of Life.